# Jighi
Jighi (persiska: جيقی, Jīqī) är en ort i Iran.   Den ligger i provinsen Hamadan, i den nordvästra delen av landet, 270 km väster om huvudstaden Teheran. Jighi ligger 1 829 meter över havet och antalet invånare är 505.
Terrängen runt Jighi är platt åt nordost, men åt sydväst är den kuperad. Runt Jighi är det ganska tätbefolkat, med 54 invånare per kvadratkilometer. Närmaste större samhälle är Mohājerān, 17,9 km sydost om Jighi. Trakten runt Jighi består i huvudsak av gräsmarker.